# راندي هورتون
راندي هورتون (بالإنجليزية: Randy Horton) هو لاعب كرة قدم بريطاني، ولد في 22 يناير 1945 في سومرست (برمودا) في المملكة المتحدة. شارك مع منتخب برمودا لكرة القدم. أما مع النوادي، فقد لعب مع نيويورك كوسموس.